# Џеферсонвил (Кентаки)
Џеферсонвил (енгл. Jeffersonville) град је у америчкој савезној држави Кентаки.

## Демографија
По попису из 2010. године број становника је 1.506, што је 298 (-16,5%) становника мање него 2000. године.
| Група             | 2000.         | 2010.         |
| Белци             | 1.771 (98,2%) | 1.476 (98,0%) |
| Афроамериканци    | 2 (0,1%)      | 2 (0,1%)      |
| Азијати           | 3 (0,2%)      | 1 (0,1%)      |
| Хиспаноамериканци | 17 (0,9%)     | 13 (0,9%)     |
| Укупно            | 1.804         | 1.506         |